# Grèzes (Lot)
Grèzes è un comune francese di 168 abitanti situato nel dipartimento del Lot nella regione dell'Occitania.

## Società

### Evoluzione demografica
Abitanti censiti